# Juri Borissowitsch Kobsarew
Juri Borissowitsch Kobsarew (russisch Юрий Борисович Кобзарев; * 25. Novemberjul. / 8. Dezember 1905greg. in Woronesch; † 25. April 1992 in Moskau) war ein sowjetischer Physiker und Hochschullehrer.

## Leben
Kobsarews Vater war Militärangehöriger und starb 1920. Nach der Oktoberrevolution war die Familie nach Kislowodsk umgezogen, wo Kobsarew den Besuch der Arbeiterschule abschloss. Er studierte an der Charkower Universität für Volksbildung mit Abschluss 1926. Von Dezember 1924 bis November 1925 war er Assistent am Lehrstuhl für Physik des Charkower Chemisch-Pharmazeutischen Technikums gewesen. Auch hatte er an RabFaks unterrichtet.
Ab Februar 1926 war Kobsarew in Leningrad wissenschaftlicher Obermitarbeiter in der Abteilung für Kurzwellen des Leningrader Physikalisch-Technischen Instituts. Daneben war er von November 1930 bis Mai 1937 Berater des nach der Komintern benannten Radiotechnik-Laboratoriums in Leningrad. Ab 1935 leitete er das Laboratorium des Leningrader Physikalisch-Technischen Instituts (bis 1943). Unter seiner Leitung wurde das erste sowjetische Radar-System zur Flugzeug-Ortung entwickelt und in die Produktion überführt, das als RUS-2 zum Einsatz kam.
Neben seiner Forschungs- und Entwicklungsarbeit lehrte Kobsarew ab 1928 am Leningrader Polytechnischen Institut (bis 1940) und auch an der Budjonny-Militärakademie für Elektrotechnik (1933–1935, 1939–1940).
Im Deutsch-Sowjetischen Krieg wurde Kobsarew 1943 Leiter der Wissenschaftlichen Abteilung des Radar-Komitees des Staatlichen Komitees für Verteidigung des Ministerrats der UdSSR (bis 1949). Er wurde 1949 auf der Basis seiner wissenschaftlichen Arbeiten ohne Verteidigung einer Dissertation zum Doktor der technischen Wissenschaften promoviert und zum Professor ernannt. Bereits seit Februar 1944 leitete er bis Februar 1955 den Lehrstuhl für Radiolokation des Moskauer Energetischen Instituts (MEI).
Ab August 1949 war Kobsarew Laboratoriumsleiter und ab Oktober 1956 bis Januar 1960 Abteilungsleiter im Forschungsinstitut NII-244 des Ministeriums für Radiotechnik-Industrie (seit 1971 Allrussisches Forschungsinstitut für Radiotechnik).
Kobsarew war 1953 zum Korrespondierenden Mitglied der Akademie der Wissenschaften der UdSSR (AN-SSSR, seit 1991 Russische Akademie der Wissenschaften (RAN)) gewählt worden. In dem auf Initiative Axel Bergs, Boris Wwedenskis, Nikolai Dewjatkows, Wladimir Kotelnikows, Kobsarews, Wladimir Migulins und Dmitri Sjornows 1953 gegründeten Institut für Radiotechnik und Elektronik der AN-SSSR leitete Kobsarew ab April 1955 das Laboratorium für Zulassung und Registrierung (ab Januar 1968 Abteilung). 1970 wurde er zum Vollmitglied der AN-SSSR gewählt. Im April 1988 wurde er Berater der Institutsdirektion.
In den 1980er Jahren untersuchte Kobsarew experimentell Nina Kulaginas psychokinetische Kunststücke. Er stellte fest, dass diese Kunststücke nicht durch das Auftreten elektrischer und magnetischer Felder erklärt und also wissenschaftlich nicht erklärt werden können.
Kobsarew war seit 1930 mit der Physikerin Berta Jakowlewna Markowitsch (1909–2002) verheiratet und hatte die Kinder Igor (1932–1991, Physiker), Gennadi (* 1938, Ingenieur) und Tatjana (* 1946, Linguistin).

## Ehrungen, Preise
- Stalinpreis (1941) für die RUS-2-Entwicklung[1]
- Medaille „Für heldenmütige Arbeit im Großen Vaterländischen Krieg 1941–1945“
- Leninorden (1952, 1965, 1985)[4]
- Jubiläumsmedaille „Zum Gedenken an den 100. Geburtstag von Wladimir Iljitsch Lenin“
- Medaille „30. Jahrestag des Sieges im Großen Vaterländischen Krieg 1941–1945“
- Held der sozialistischen Arbeit mit Leninorden und Goldmedaille Hammer und Sichel (1975)[1]
- Popow-Goldmedaille der AN-SSSR (1980)[1]
- Medaille „40. Jahrestag des Sieges im Großen Vaterländischen Krieg 1941–1945“
- Medaille „Veteran der Arbeit“